# Kluyveromyces lactis
Kluyveromyces lactis (Stell.-Dekk.) Van der Walt – gatunek jednokomórkowych grzybów zaliczany do drożdży.

## Systematyka i nazewnictwo
Pozycja w klasyfikacji według Index Fungorum: Kluyveromyces, Saccharomycetaceae, Saccharomycetales, Saccharomycetidae, Saccharomycetes, Saccharomycotina, Ascomycota, Fungi.
Po raz pierwszy opisała go w 1931 r. Nellie Margaretha Stelling-Dekker, nadając mu nazwę Torulaspora lactis. W 1971 r. po przeprowadzeniu badań filogenetycznych Johannes P. Van der Walt przeniósł go do rodzaju  Kluyveromyces. Ma około 50 synonimów. Niektóre z nich:

- Candida sphaerica (B.W. Hammer & Cordes) S.A. Mey. & Yarrow 1978
- Cryptococcus sphaericus (B.W. Hammer & Cordes) H.W. Anderson & C.E. Skinner 1947
- Dekkeromyces drosophilarum (Shehata, Mrak & Phaff) E.K. Novák & Zsolt 1961
- Dekkeromyces drosophilarum (Shehata, Mrak & Phaff) Santa María & Sánchez Nieto 1970
- Dekkeromyces krassilnikovii (Kudryavtsev) E.K. Novák & Zsolt 1961
- Kluyveromyces drosophilarum (Shehata, Mrak & Phaff) Van Der Walt 1971
- Zygofabospora drosophilarum (Shehata, Mrak & Phaff) G.I. Naumov, 1987
- Zygofabospora lactis (Stell.-Dekk.) G.I. Naumov 1987

Podano występowanie Kluyveromyces lactis w Ameryce Północnej, Europie, Azji, Afryce i na Nowej Zelandii.

## Charakterystyka
Podano występowanie Kluyveromyces lactis w Ameryce Północnej, Europie, Azji, Afryce i na Nowej Zelandii. Gatunek ten izolowano z różnych źródeł, ale najczęściej z mleka. W laboratorium dobrze rozwija się na standardowych podłożach w temperaturze 28 °C. Diploidy szybko zarodnikują, uwalniając haploidalne zarodniki, co długo było wykorzystywane jako cecha różnicująca go od gatunku Saccharomyces cerevisiae. Obecnie poznano już wiele innych cech umożliwiających łatwe różnicowanie tych gatunków. Drożdże z gatunku K. lactis mimo dużego pokrewieństwa do S. cerevisiae cechują się odmiennymi cechami fizjologicznymi i metabolicznymi.
K. lactis ma dwa szczepy; jeden z nich asymiluje laktozę, drugi nie. K. lactis i Kluyveromyces marxianus to jedyne gatunki fermentujące laktozę, regularnie spotykane w mleku i produktach mlecznych. Metabolizują także inne składniki mleka (białka i tłuszcz), co czyni je bardzo ważnymi w procesie dojrzewania serów i fermentowanych produktów mlecznych, takich jak kefir, ponieważ przyczyniają się do dojrzewania i tworzenia aromatu. Najczęściej jednak nie są one dodawane do tych produktów, lecz dostają się do nich samoistnie, gdyż tolerują warunki występujące w tych produktach; niskie pH, niską aktywność wody, podwyższone stężenie soli i niskie temperatury przechowywania.
Zsekwencjowano genom K. lactis. Znajduje się na 6 chromosomach, ma 10,6 miliona par zasad, 5300 genów, 162 geny kodujące tRNA, 3,4% to introny. Genom mitochondrialny ma 40291 par zasad. W jądrze są 403 zasady (1%) przeniesionych z mitochondtium (ang. Nuclear unit of mitochondrial DNA). Rybosomalne RNA ma 94–100% identyczności z Saccharomyces cerevisiae.

## Zastosowanie
Kluyveromyces lactis ma zastosowanie w biotechnologii żywności. Przy użyciu tych drożdży lub grzybów Aspergillus niger i Aspergillus oryzae produkuje się enzym laktazę rozkładający zawarty w mleku cukier laktoza. Możliwość trawienia przez ludzi laktozy z wiekiem zanika i spożywanie mleka i produktów mlecznych, które naturalnie zawierają ten cukier, powoduje zaburzenia w układzie pokarmowym. Laktaza produkowana jest w formie tabletek, które można dodawać do mleka i jego przetworów, przy jej użyciu wytwarzane jest także mleko bezlaktozowe i inne bezlaktozowe produkty mleczne. Mleko hydrolizowane laktozą ma inny smak – jest bardziej słodkie, co wynika z obecności wolnej glukozy powstałej wskutek hydrolizy laktozy. Dla dzieci mleko takie zwykle jest smaczniejsze i łatwiej akceptowane.
Tabletki zawierają zwykle 4000 do 9000 jednostek FCC. Do trawienia 50 g laktozy mogą być potrzebne dawki do 9900 jednostek FCC.